# Johannes Bertelius
Johannes Bertelius, també anomenat Jean Bertels, (Lovaina, 1544 - Echternach, 19 de juny de 1607) fou un sacerdot luxemburguès, monjo benedictí, abat d'Echternach i autor de la Història de Luxemburg.
Després d'obtenir una llicenciatura en filosofia a la Universitat de Lovaina, Bertelius va ser elegit abat de l'Abadia d'Altmünster, a Luxemburg, el 1573 i consagrat el 1576. A les seves ordres es van enterrar en aquesta abadia les relíquies de John Cecs, duc de Luxemburg i rei de Bohèmia. El 1595 el rei Felip II el va nomenar abat del monestir benedictí de Sant Willibrord d'Utrecht a Echternach.
A l'any següent, l'abadia va ser saquejada per pirates holandesos i Bertelius va ser fet presoner i traslladat a Nimega. Va ser posat en llibertat només després d'un pagament d'un rescat. Després del seu retorn, es va dedicar a l'obra literària fins a la seva mort. Va ser enterrat en una capella del monestir d'Echternach.

## Obres
En 1581 Bertelius va publicar un catàleg dels abats de l'abadia Altmünster i el seu Dialogi XXVI regulam S. Benedicti. El 1595 es va imprimir el  Catalogus et serie episcoporum Epternacensium. L'any 1606 va veure la publicació d'un tractat sobre els déus pagans adorats pels antics pobles germànics (Deorum sacrifiorumque gentilium descriptio). El treball principal de Bertelius, però, és la Historia Luxemburgensis , impresa a Colònia el 1605. Aquesta va ser la primera història de Luxemburg.
A part de les obres llatines de Bertelius, hi ha una col·lecció de dibuixos fets per ell, que ha estat editat per Paul Spang.